# Ole Schröder (Politiker)

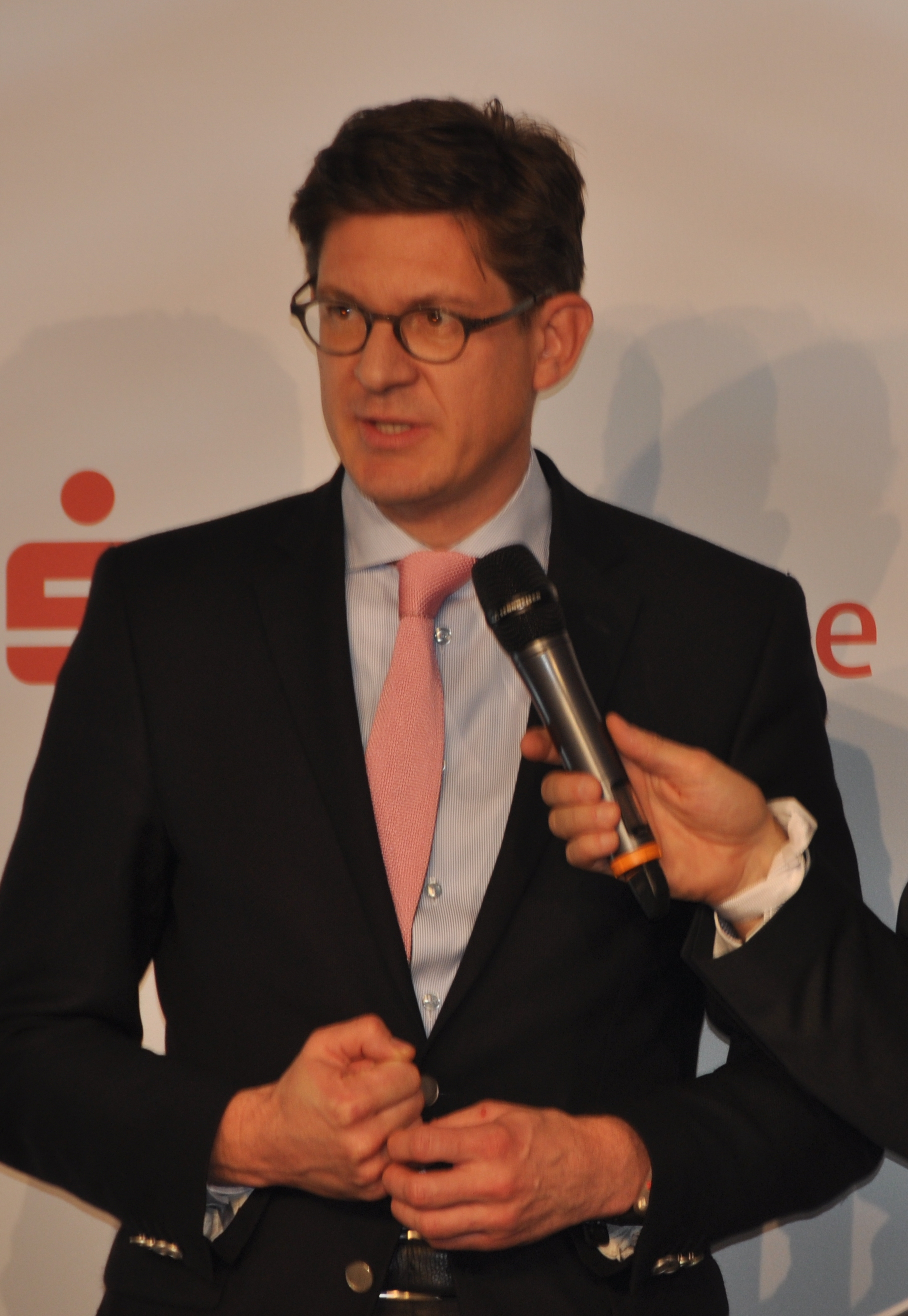
Ole Schröder (2017)

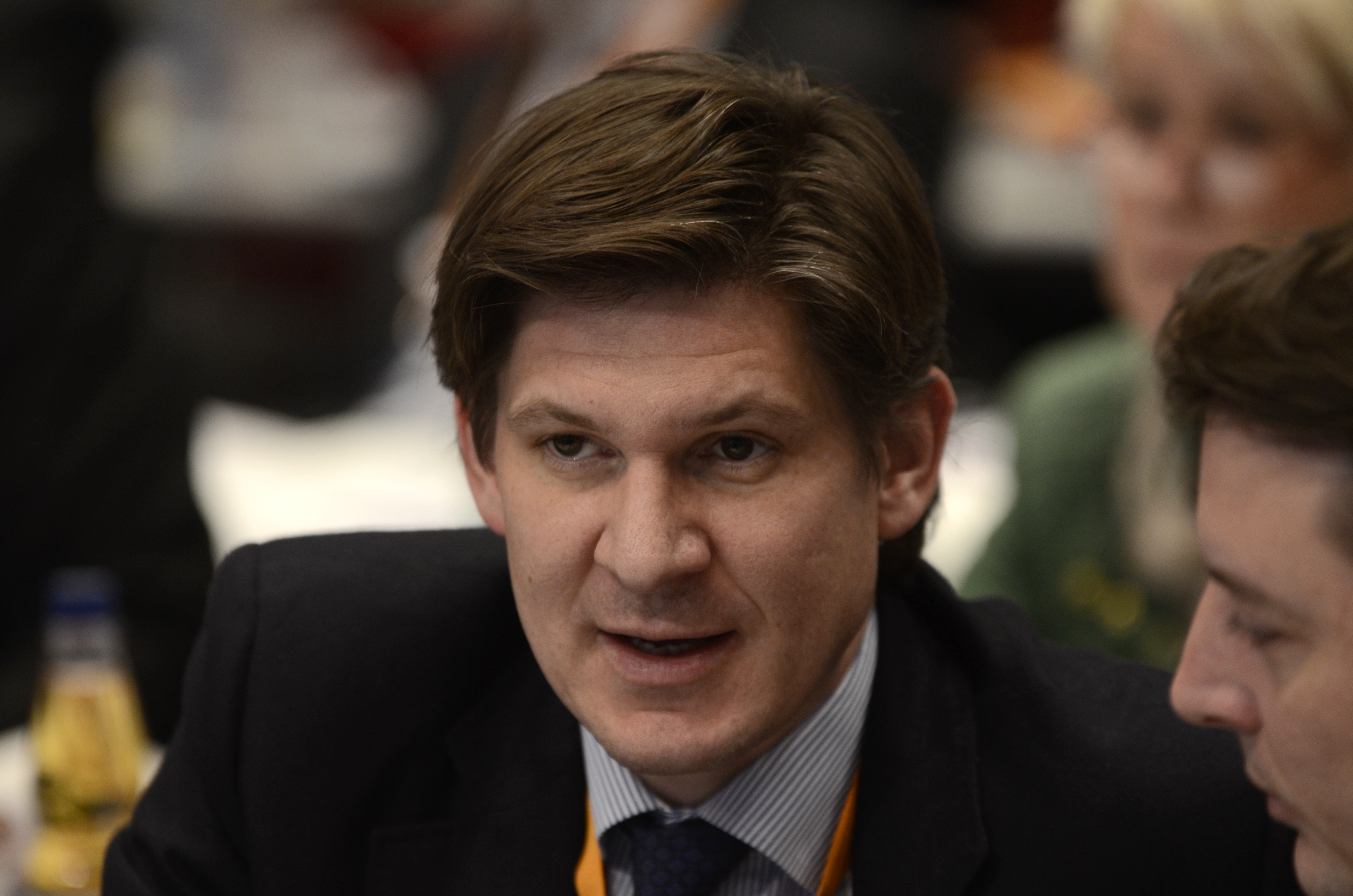
Schröder auf dem CDU-Parteitag 2012

Ole Schröder (* 27. August 1971 in Hamburg) ist ein deutscher Politiker (CDU). Von 2009 bis 2018 war er Parlamentarischer Staatssekretär beim Bundesminister des Innern. Im Juni 2016 kündigte er seinen Rückzug aus der Politik an.

## Leben, Ausbildung und Beruf
Nach dem Abitur 1991 am Wolfgang-Borchert-Gymnasium in Halstenbek verpflichtete sich Schröder  als Soldat auf Zeit bei der Luftwaffe und begann 1992 ein Studium der Rechtswissenschaften, das er 1997 mit dem ersten juristischen Staatsexamen beendete. Anschließend studierte er an der Universität Stellenbosch in Südafrika und erwarb dort 1998 den Grad eines LL.M. 2000 promovierte er zum Dr. jur. mit einer Arbeit zum Thema Recht der Vertriebsorganisation im deutsch-südafrikanischen Handelsverkehr. 2001 legte Schröder das zweite Staatsexamen ab und war danach bis Oktober 2009 als Rechtsanwalt im Hamburger Büro der Kanzlei White & Case tätig. 
Ab 2018 war Schröder als Berater der KPMG und Gastdozent an der Frankfurt School of Finance tätig. Im Januar 2020 wurde er Mitglied des Vorstandes der Schufa, 2024 wurde sein Vertrag um fünf Jahre verlängert.
Schröder ist seit dem 12. Februar 2010 mit der damaligen Bundesministerin für Familie, Senioren, Frauen und Jugend Kristina Schröder, geb. Köhler, verheiratet. Gemeinsam haben sie drei Töchter.

## Partei
Schröder ist seit 1989 Mitglied der CDU und engagierte sich zunächst in der Jungen Union. Er war von 2000 bis 2005 stellvertretender Vorsitzender und war von 2005 bis 2017 Vorsitzender des CDU-Kreisverbandes Pinneberg.

## Abgeordneter
Schröder war von 2002 bis 2017 Mitglied des Deutschen Bundestages. Dort war er unter anderem Mitglied im Haushaltsausschuss.
Er zog 2002 über die Landesliste Schleswig-Holstein sowie 2005, 2009 als auch 2013 als direkt gewählter Abgeordneter des Wahlkreises Pinneberg in den Bundestag ein. Bei der Bundestagswahl 2013 erreichte er 45,4 % der Erststimmen. Von Oktober 2007 bis 2017 war er Chef der CDU-Landesgruppe Schleswig-Holstein.
Für seine Entscheidung, mit Ablauf der Wahlperiode des 18. Deutschen Bundestags 2017 aus der Politik auszusteigen und wieder als Anwalt arbeiten zu wollen, gab er 2016 „rein persönliche Gründe“ an. Im Juni 2016 legte Schröder gemeinsam mit weiteren Abgeordneten aus CDU und CSU ein Strategiepapier zur zukünftigen Ausrichtung der Union vor, das eine stärkere Akzentuierung auf Fragen der Inneren Sicherheit, der Wirtschaftspolitik und der restriktiven Aspekte der Flüchtlingspolitik vorsieht.
Schröder befürwortete Ende Juni 2017 die Ehe für alle im Bundestag. Damit zählt er zu den 75 Unionsabgeordneten – 68 von der CDU (26,9 % aller CDU-Abgeordneten) und 7 von der CSU (12,5 % aller CSU-Abgeordneten) –, die für die gleichgeschlechtliche Ehe stimmten.

## Mitgliedschaften
Schröder war Mitglied der Europa-Union Parlamentariergruppe Deutscher Bundestag. Weiterhin war er stellvertretender Vorsitzender im Aufsichtsrats des Zentrums für Internationale Friedenseinsätze.

## Öffentliche Ämter
Von 2009 bis 2018 war Schröder parlamentarischer Staatssekretär beim Bundesminister des Innern, zunächst im zweiten Kabinett Merkels, danach im dritten Kabinett Merkels.